# Aa (Estland)
Koordinaten: 59° 26′ N, 27° 9′ O

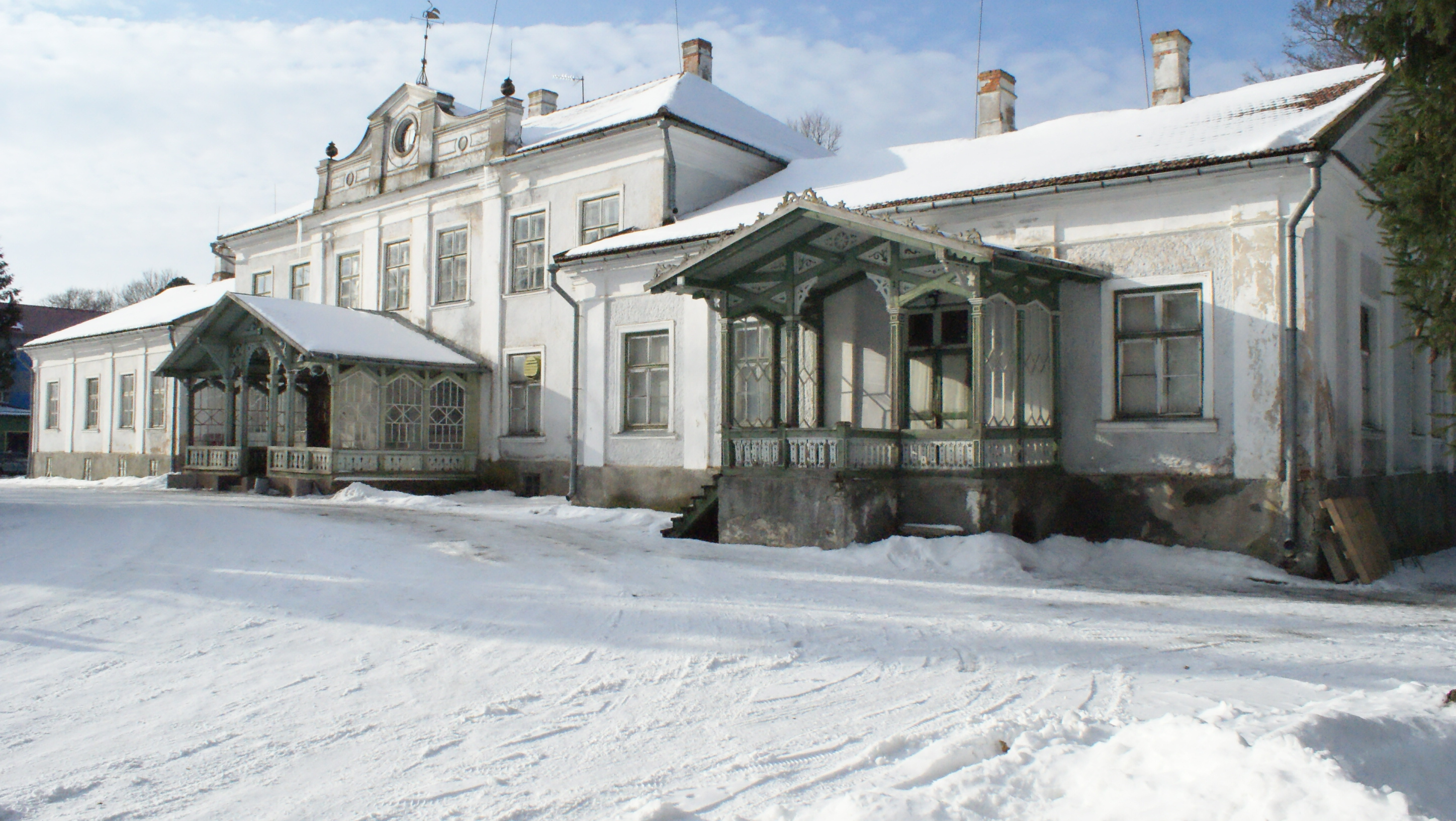
Herrenhaus auf Gut Haakhof

Aa (deutsch: Haakhof) ist ein Dorf im estnischen Kreis Ida-Viru im Osten der Landgemeinde Lüganuse. Das Dorf liegt am Finnischen Meerbusen. Es hat 181 Einwohner (2000).
Der Ort Aa wurde erstmals 1241 im Liber Census Daniae als Hazæ urkundlich erwähnt. Spätere Namen waren Hacke, Häcke, Haka, Hakala und Haakülla. Das historische Gutshaus von Aa wurde in den Jahren 1426–1497 errichtet.
Im Mittelalter war Aa/Haakhof ein Ordensgut; in den späteren Jahrhunderten waren die hauptsächlichen Besitzer die Wangersheimer, von Nasackin und von Gruenewaldt.
Wesentliche Umbauten wurden im 18. und 19. Jahrhundert vorgenommen. Es beherbergt seit 1924 ein Altenpflegeheim. In Aa befand sich darüber hinaus bis zum Jahr 2000 das estnische Auffanglager für Asylbewerber, das inzwischen nach Illuka verlegt worden ist.